# Aldrichimica Acta
Aldrichimica Acta — науковий журнал, який видає Sigma-Aldrich. Засновано в 1968 році в Мілвокі, штат Вісконсин. Aldrichimica Acta публікує огляди в галузі синтетичної органічної хімії, причому кожен випуск присвячений спеціальній темі. Журнал знаходиться у відкритому доступі. У 2015 році Acta зайняв перше місце серед журналів у галузі органічної хімії за імпакт-фактором, який дорівнював 17,083.

## Історія
У 1968 році Aldrich Chemical Company опублікувала том 1, номер 1 видання Aldrichimica Acta. Acta замінила Klarindex Sheets як науковий журнал, призначений спеціально для інформування хіміків, а також доповнила всесвітньо відомий щорічний каталог компанії Aldrich Handbook of Fine Chemicals. Незважаючи на злиття з компанією Sigma Chemical у 1975 році та Merck KGaA у 2015 році, журнал зберіг свою назву.

## Мистецтво
Засновник видання вважав мистецтво важливою складовою журналу. Як колекціонер мистецтва, Альфред Бадер використовував твори зі своєї особистої колекції для обкладинок журналу. Кожне видання Aldrichimica Acta містить унікальний твір мистецтва на обкладинці, а також опис всередині, щоб надати читачеві більше інформації.